# Sylvi Listhaug
Sylvi Listhaug (Ørskog, 25 de diciembre de 1977) es una política noruega. Actual líder del Partido del Progreso y desde 2017 miembro del Storting.
Anteriormente se desempeñó como Ministra de Ancianidad y Salud Pública de Noruega bajo el gobierno de la primera ministra Erna Solberg de mayo a diciembre de 2019. Además, también se ha desempeñado como Ministra de Petróleo y Energía de Noruega desde diciembre de 2019 hasta enero de 2020. Listhaug fue la primera ministra de Inmigración e Integración de Noruega de 2015 a 2018, un puesto de gabinete especialmente creado durante la crisis migratoria europea, y Ministra de Agricultura y Alimentos de 2013 a 2015. Se desempeñó como Ministra de Justicia, Seguridad Pública e Inmigración desde enero de 2018 hasta su dimisión en marzo de 2018. 

## Biografía

### Primeros años y formación
Listhaug nació y creció en una granja en el municipio de Ørskog, en el condado de Møre og Romsdal. En su juventud trabajó como cuidadora en un centro de ancianos. Posteriormente estudió historia, ciencias sociales y educación especial en la Universidad de Volda, donde se graduó como profesora en el año 2000.
Trabajó brevemente como docente antes de comenzar su carrera política activa en el Ayuntamiento de Oslo.

### Carrera política

#### Política local en Oslo
Entre 2006 y 2011, Listhaug fue comisionada de Bienestar y Servicios Sociales en el Ayuntamiento de Oslo, y posteriormente comisionada de Salud y Cuidado de Ancianos. Durante este período fue conocida por implementar reformas orientadas a la eficiencia y la reducción del gasto público en servicios sociales.

#### Parlamento de Noruega
Listhaug ha sido diputada suplente en el Storting por Møre og Romsdal (2001–2005 y 2005–2009) y por Oslo (2009–2013). En 2017 fue elegida como diputada titular por Møre og Romsdal, cargo que mantiene hasta la actualidad.
En el Parlamento ha sido miembro de varias comisiones de Salud y Servicios Sociales (2017–2021), Economía (2021–2023) y Asuntos Exteriores y Defensa (desde 2023).

#### Cargos ministeriales

##### Ministra de Agricultura y Alimentación (2013–2015)
Listhaug fue nombrada ministra de Agricultura y Alimentación el 16 de octubre de 2013, en el gobierno de coalición de centro-derecha liderado por Erna Solberg. Fue la primera ministra proveniente del Partido del Progreso en ocupar ese cargo.

##### Ministra de Inmigración e Integración (2015–2018)
El 16 de diciembre de 2015, Listhaug asumió el recién creado cargo de ministra de Inmigración e Integración, también en el gobierno de Solberg. Durante su gestión, impulsó medidas restrictivas en materia de asilo e inmigración, lo que redujo significativamente el número de solicitantes de asilo en Noruega.

##### Ministra de Justicia, Seguridad Pública e Inmigración (2018)
En enero de 2018 fue nombrada ministra de Justicia, Seguridad Pública e Inmigración. Sin embargo, su mandato fue breve: renunció en marzo del mismo año tras una controversia causada por una publicación en redes sociales en la que acusaba a la oposición de poner "los derechos de los terroristas por encima de la seguridad nacional".

##### Ministra de Salud Pública y Ministra de Petróleo y Energía (2019–2020)
Regresó al gabinete en mayo de 2019 como ministra de Salud Pública y Asuntos de los Ancianos. En diciembre del mismo año, fue nombrada ministra de Petróleo y Energía. Sin embargo, tras la salida del Partido del Progreso del gobierno en enero de 2020, dejó el cargo.

#### Liderazgo del Partido del Progreso
En mayo de 2021, Listhaug fue elegida presidenta del Partido del Progreso, en reemplazo de Siv Jensen. Su liderazgo ha estado marcado por una retórica firme en temas como inmigración, impuestos, seguridad y energía.

## Posiciones políticas
Listhaug es conocida por sus posturas firmes en temas de inmigración, soberanía energética y crítica a la “corrección política”. Ha abogado por la continuidad de la industria del petróleo y el gas en Noruega, oponiéndose a lo que califica como “vergüenza petrolera”. También ha propuesto medidas como la compra de compensaciones de CO₂ en el extranjero y el uso del bosque noruego para secuestrar carbono.

## Controversias
Ha sido una figura polémica en la política noruega. Su estilo directo y sus declaraciones han generado numerosas reacciones tanto de sus opositores como dentro de su propio partido. La controversia más significativa ocurrió en 2018 cuando, siendo ministra de Justicia, publicó un mensaje en Facebook que provocó una moción de censura en el Parlamento, lo que culminó con su renuncia voluntaria.

## Vida personal
Está casada con el también político del Partido del Progreso Espen Espeset. Tienen tres hijos y residen en Oslo. En 2018 publicó el libro Der andre tier ("Donde otros callan"), en el que expone su visión sobre la política noruega y sus experiencias personales.